# بيب عبدو كامارا
بيب عبدو كامارا (بالفرنسية: Pape Abdou Camara)‏ هو لاعب كرة قدم سنغالي في مركز الوسط، ولد في 24 سبتمبر 1991 في داكار في السنغال. شارك مع منتخب السنغال تحت 17 سنة لكرة القدم ومنتخب السنغال تحت 23 سنة لكرة القدم. أما مع النوادي، فقد لعب مع ستاندارد لييج ونادي سينت ترويدن ونادي فالينسيان ونادي القوس ونادي بيشة.

## وصلات خارجية
- بيب عبدو كامارا على موقع قاعدة بيانات كرة القدم.إي يو (الإنجليزية)
- بيب عبدو كامارا على موقع Soccerway.com (الإنجليزية)
- بيب عبدو كامارا على موقع AS.com (الإسبانية)